# Leucophyllum ultramonticola
Leucophyllum ultramonticola är en flenörtsväxtart som beskrevs av L.D. Flyr. Leucophyllum ultramonticola ingår i släktet Leucophyllum och familjen flenörtsväxter. Inga underarter finns listade i Catalogue of Life.